# Petre Roman
Petre Roman (Bucareste, 22 de julho de 1946) é um político romeno. Foi primeiro-ministro de 1989 a 1991, quando seu governo foi derrubado por violentos protestos de mineiros liderados por Miron Cozma. É membro do Clube de Madrid, que reúne 66 ex-chefes de estado ou de governo democráticos.
Foi também presidente do Senado da Romênia de 1996 a 1999 e Ministro das Relações Exteriores de 1999 a 2000. Foi também líder da Partido da Força Democrática, que fundou depois de deixar o Partido Democrata da Romênia em 2003.